# Quinto Elemento (álbum do Zero)
Quinto Elemento é o segundo álbum de estúdio da banda de rock brasileira Zero. O primeiro álbum de material novo da banda em 20 anos desde Carne Humana, de 1987, foi lançado independentemente em 30 de agosto de 2007. A banda postou versões preliminares de cada uma das canções do álbum em seu Myspace oficial como teasers.
As faixas "Em Volta do Sol", "Mentiras" e "Dedicatória" foram regravadas da compilação de 2000 Electro Acústico.

## Faixas
Todas as letras escritas por Guilherme Isnard. 
| N.º | Título                         | Duração |  |
| 1.  | "A Culpa Não É do Amor"        | 4:24    |  |
| 2.  | "Nem Tão Longe, Nem Tão Perto" | 2:58    |  |
| 3.  | "Os Anjos Dizem 'Amém'"        | 3:13    |  |
| 4.  | "Pra Poder Dormir em Paz"      | 3:37    |  |
| 5.  | "Canção Proibida"              | 3:24    |  |
| 6.  | "Centúrias"                    | 3:51    |  |
| 7.  | "Mentiras"                     | 3:48    |  |
| 8.  | "Em Volta do Sol"              | 2:52    |  |
| 9.  | "Dedicatória"                  | 3:45    |  |
| 10. | "Terra de Ninguém"             | 5:45    |  |
| 11. | "Estrelas"                     | 3:34    |  |
| 12. | "Verdadeiro Amor"              | 4:07    |  |
| 13. | "Gravidade Zero"               | 3:55    |  |

## Créditos
Zero
- Guilherme Isnard — vocais
- Vitor Vidaut — bateria
- Yan França — guitarra
- Jorge Pescara — baixo

Pessoal técnico
- João Paulo "JP" Mendonça, Nilo Romero — produção
- Eduardo Rocha — arte de capa